# Plusfon 601i
Plusfon 601i – telefon komórkowy wyprodukowany przez ZTE oznaczony numerem 601i – to drugi firmowany, polski telefon internetowo-multimedialny z szybkim dostępem do Internetu w technologiach 3G i EDGE oznaczony marką operatora komórkowego Plus. W odróżnieniu od Plusfon 401i został stworzony przez firmę ZTE.

## Dane Techniczne
Telefon internetowo-multimedialny, posiada szybki dostęp do internetu w technologiach 3G oraz EDGE. Posiada opcję wideorozmów. W przeciwieństwie do swojego poprzednika Plusfon 401i posiada obracaną kamerę o matrycy 1,3 mpix. Obsługuję formaty MP3,AAC,AAC+, 72 głosowe dzwonki polifoniczne oraz obsługuję formaty video takie jak MPEG4/H.263/H.264. Wyposażony został w slot kart pamięci microSD. Jak przystało na nowoczesny telefon jest wyposażony w bezprzewodowy moduł komunikacji Bluetooth oraz można podłączyć go do komputera dzięki USB. Został stworzony na bazie ZTE F230, ze zmianami dokonanymi na zamówienie Polkomtela. Na przodzie obudowy został wyposażony w dedykowane klawisze muzyczne.